# Selección femenina de voleibol de Corea del Sur

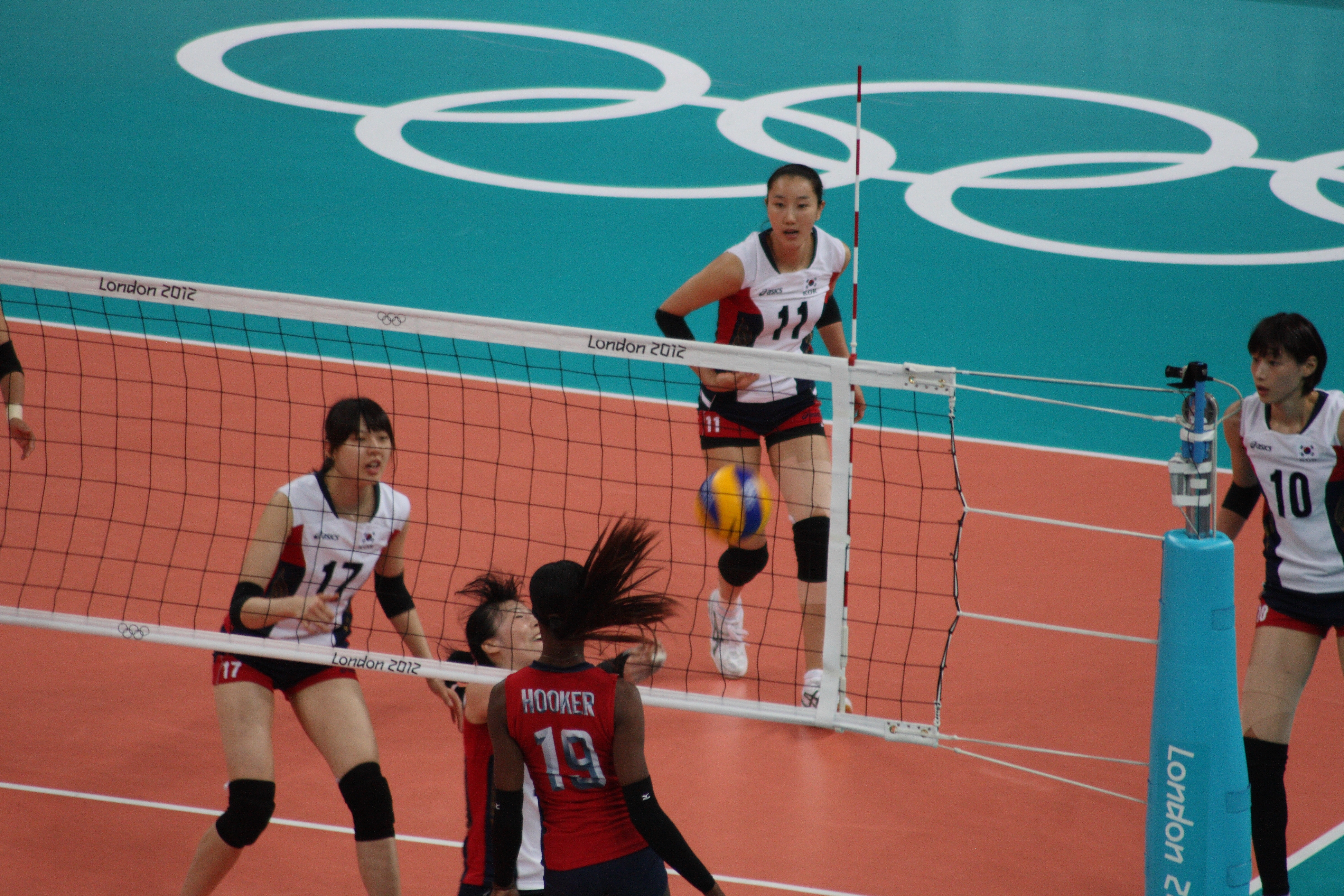
Selección femenina de voleibol de Corea del Sur en los Juegos Olímpicos de 2012 durante las semifinales contra EUA.

La selección femenina de voleibol de Corea del Sur es un equipo de voleibol que representa a Corea del Sur en las competiciones de selecciones nacionales femeninas.
En los Juegos Olímpicos ha conseguido la medalla de bronce en 1976, el cuarto puesto en 1972, 2012 y 2020, y el quinto en 1968, 1984, 2004 y 2016. Además fue tercera en el Campeonato Mundial de 1967 y 1974, cuarta en 1978 y 1994, y quinta en 1990.
La selección de Corea del Sur acabó tercera en la Copa Mundial de 1973 y 1977, cuarta en 1999 y quinta en 1995. En el Grand Prix de Voleibol consiguió el tercer puesto en 1997 y el quinto en 1993, 1994, 1995 y 2000. En la Grand Champions Cup fue quinta en 2009 y última en 1997, 2001, 2005 y 2017.
En tanto, la selección de Corea del Sur obtuvo el oro en los Juegos Asiáticos de 1994 y 2014, la plata en nueve ediciones y el bronce en cuatro. En el Campeonato Asiático finalizó segunda siete veces y tercera diez veces. En la Copa Asiática fue segunda en 2008 y 2014, y tercera en 2010.

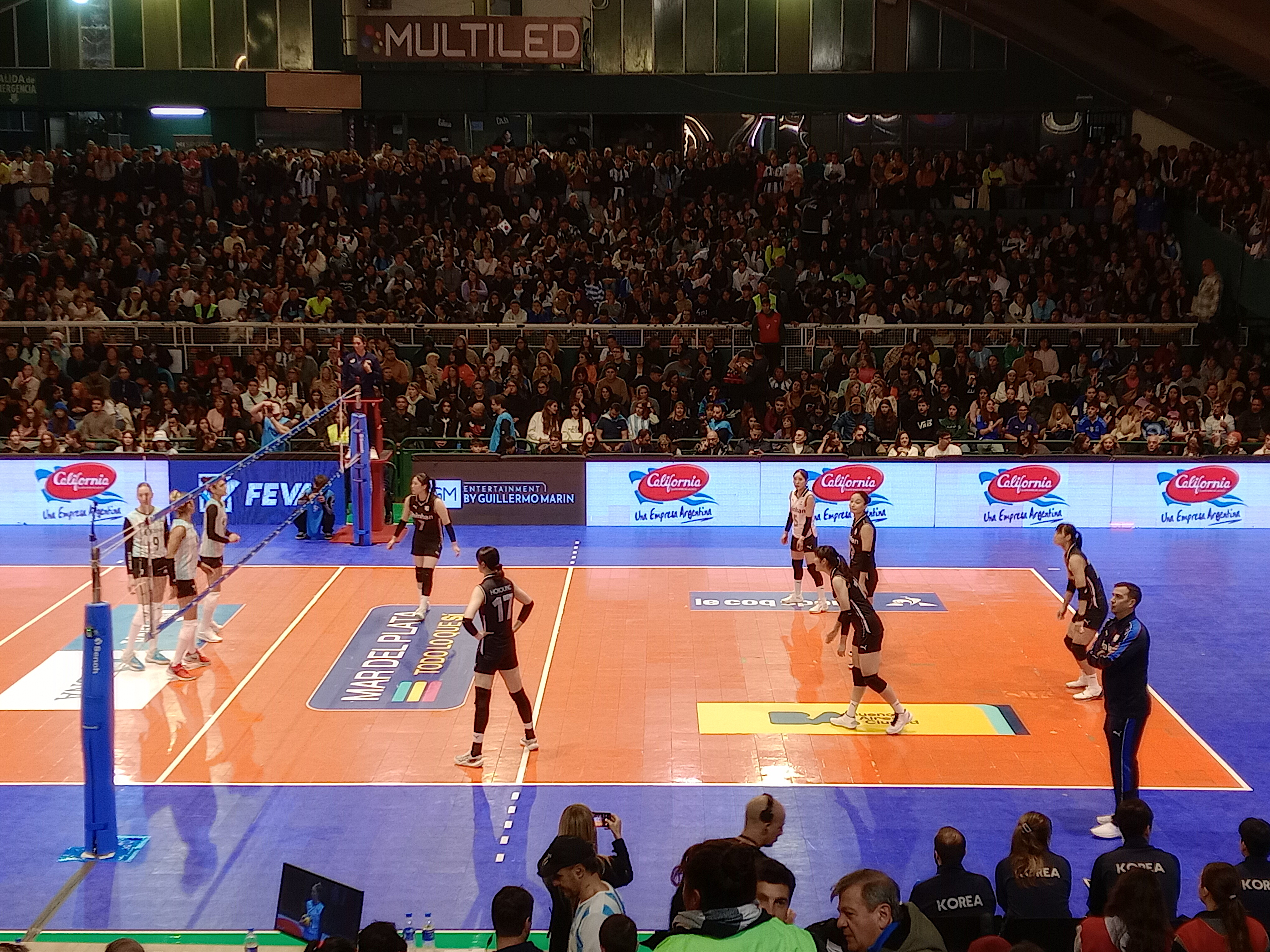
La selección femenina de Corea del Sur enfrentando a su par de Argentina en un amistoso en 2024

## Plantilla
| N.º | Name               | Posición        | Fecha de nacimiento     | Altura              | Peso           | Remate          | Bloqueo         | 2018–19 Club                                       |
| --- | ------------------ | --------------- | ----------------------- | ------------------- | -------------- | --------------- | --------------- | -------------------------------------------------- |
| 1   | Lee So-young       | Punta / Opuesta | 17 de octubre de 1994   | 1.76 m (5 ft 9 in)  | 68 kg (150 lb) | 279 cm (110 in) | 269 cm (106 in) | GS Caltex Seoul KIXX                               |
| 3   | Yeum Hye-seon      | Armadora        | 3 de febrero de 1991    | 1.77 m (5 ft 10 in) | 65 kg (143 lb) | 278 cm (109 in) | 263 cm (104 in) | Daejeon KGC                                        |
| 4   | Kim Hee-jin        | Opuesta         | 29 de abril de1991      | 1.85 m (6 ft 1 in)  | 75 kg (165 lb) | 305 cm (120 in) | 295 cm (116 in) | Hwaseong IBK Altos                                 |
| 8   | Park Eun-jin       | Central         | 15 de diciembre de 1999 | 1.87 m (6 ft 2 in)  | 74 kg (163 lb) | 293 cm (115 in) | 283 cm (111 in) | Daejeon KGC                                        |
| 9   | Oh Ji-young        | Libero          | 11 de julio de 1988     | 1.70 m (5 ft 7 in)  | 63 kg (139 lb) | 267 cm (105 in) | 247 cm (97 in)  | Daejeon KGC                                        |
| 10  | Kim Yeon-koung (c) | Punta           | 26 de febrero de 1988   | 1.92 m (6 ft 4 in)  | 73 kg (161 lb) | 330 cm (130 in) | 320 cm (130 in) | Eczacıbaşı VitrA                                   |
| 11  | Kim Su-ji          | Central         | 11 de julio de 1987     | 1.87 m (6 ft 2 in)  | 68 kg (150 lb) | 283 cm (111 in) | 273 cm (107 in) | Hwaseong IBK Altos                                 |
| 12  | Park Jeong-ah      | Opuesta / Punta | 26 de marzo de 1993     | 1.87 m (6 ft 2 in)  | 75 kg (165 lb) | 300 cm (120 in) | 290 cm (110 in) | Gyeongbuk Gimcheon Hi-pass                         |
| 13  | Han Song-yi        | Central / Punta | 5 de septiembre de 1984 | 1.86 m              | 65 kg          | 305 cm          | 298 cm          | Daejeon KGC                                        |
| 14  | Yang Hyo-jin       | Central         | 14 de diciembre de 1989 | 1.90 m (6 ft 3 in)  | 72 kg (159 lb) | 340 cm (130 in) | 338 cm (133 in) | Suwon Hyundai Engineering & Construction Hillstate |
| 15  | Kang So-hwi        | Punta / Opuesta | 18 de julio de 1997     | 1.80 m (5 ft 11 in) | 65 kg (143 lb) | 286 cm (113 in) | 276 cm (109 in) | GS Caltex Seoul KIXX                               |
| 18  | Pyo Seung-ju       | Punta Opuesta   | 7 de agosto de 1992     | 1.82 m              | 72 kg          | 275 cm          | 265 cm          | Hwaseong IBK Altos                                 |